# شبه‌جزیره زاپاتا

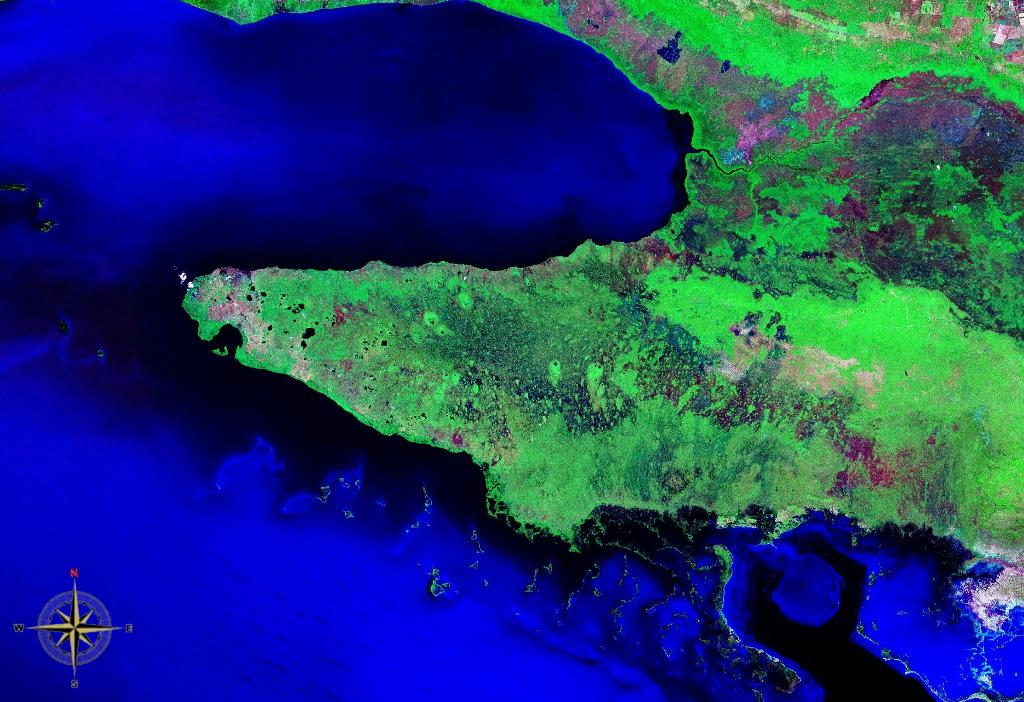

شبه جزیره زاپاتا (اسپانیایی: Península de Zapata‎) شبه جزیره‌ای بزرگ در استان ماتانزاس در جنوب کوبا است. پارک ملی سیه‌ناگا دِه زاپاتا در این شبه جزیره قرار دارد.
شبه جزیره زاپاتا در جنوب «اِنسِنادا دلا بروآ»، در شرق خلیج باتابانو و در شمال خلیج کازونس واقع شده است. در شمال شبه جزیره زاپاتا، خلیج خوک‌ها واقع شده و بزرگراه مرکزی کارترا مرزی بر این شبه جزیره را ترسیم می‌کند. این شبه جزیره به سمت جنوب به دریای کارائیب و به سمت شرق به خلیج باباشا محدود می‌شود. پارک ملی سیه‌ناگا دِه زاپاتا (Ciénaga de Zapata National Park) نیز در این شبه جزیره قرار دارد و یکی از مهم‌ترین مناطق طبیعی و اکولوژیکی کوبا محسوب می‌شود. این پارک شامل مناطق مختلفی از جمله جنگل‌های مرطوب، باتلاق‌ها، سواحل، رودخانه‌ها و زمین‌های کشاورزی است که به دلیل غنی بودن در پوشش گیاهی و حیات وحش متنوع، گردشگران زیادی را به خود جذب می‌کند.
شبه جزیره زاپاتا یک منطقه باتلاقی به مساحت تقریباً ۵۰۰۰ کیلومتر مربع است که کل جنوب ماتانزاس را در بر می‌گیرد و به دلیل تنوع بسیار زیاد جانوران و گیاهان موجود در آن، یکی از جالب‌ترین مناطق گردشگری در کوبا محسوب می‌شود.
پس از انقلاب کوبا تصمیم گرفته شد که این منطقه به یک منطقه کشاورزی تبدیل شود، اما خیلی زود به منطقه حفاظت شده گردشگری تبدیل شد.

## تنوع گیاهی و جانوری
به دلیل رطوبتی که در منطقه و خاک وجود دارد، بسیاری از گونه‌های جانوری از جمله هوتیای کوبایی، هوتیای کوتوله، تمساح آمریکایی، پرندگانی همچون شاهین سیاه، سسک سرزرد و پشه است. این پشه‌ها مأموریت دارند تا منطقه را خالی از سکنه کنند؛ چرا که ناقل بیماری مالاریا هستند. از این رو فضاهای طبیعی دست نخورده باقی ماندند.
از نظر تنوع گیاهی دارای ۴ گونه جنگل حرا است:
- حرای سفید
- حرای سیاه
- حرای قرمز
- حرای دکمه ای